# Tasa social de descuento
La tasa social de descuento es un concepto usado en el análisis del coste-beneficio de implementar obras públicas o de protección ambiental que favorezcan a la sociedad a partir de la inversión pública.

## Definición
En economía se reconoce que existe una dicotomía entre consumo e inversión. El consumo es el uso directo de un bien económico para el disfrute actual, mientras que la inversión comporta dedicar una cierta cantidad de recursos a una actividad o proyecto que no proporcionará beneficios o satisfacción inmediata, sino que solo pasado un tiempo generará recursos que podrán ser usados directamente para la satisfacción de necesidades o deseos. Obviamente, el consumo y la inversión se contraponen, y un problema de los individuos y las sociedades es cómo dividir los recursos actuales (tiempo, dinero, tierra, etc.) entre consumo presente e inversión que producirá beneficios futuros. La tasa de descuento tiene que ver con la equivalencia entre el consumo presente y los beneficios futuros. Una tasa de descuento grande implica una gran preferencia por el consumo presente y un menor interés en disfrutar de beneficios futuros. Ese análisis de tasa de descuento puede llevarse a cabo sobre las inversiones públicas en bienes de interés social.
La tasa social de descuento mide la tasa a la cual una sociedad está dispuesta a cambiar consumo presente por consumo futuro o, dicho de otra manera, el patrón de consumo ahorro de una sociedad en cada momento; lo cual no es otra cosa que el valor tiempo que le asigna la sociedad a la postergación. Esta es la razón por el cual toma relevancia la tasa social en la evaluación de proyectos del sector público, sobre todo cuando se están evaluando proyectos cuyos beneficios afectan a toda la sociedad, como es el caso de proyectos generadores de bienes públicos, y cuando los proyectos arrojan resultados que se extienden por muchos períodos y, por tanto, afectan a más de una generación.

## Historia

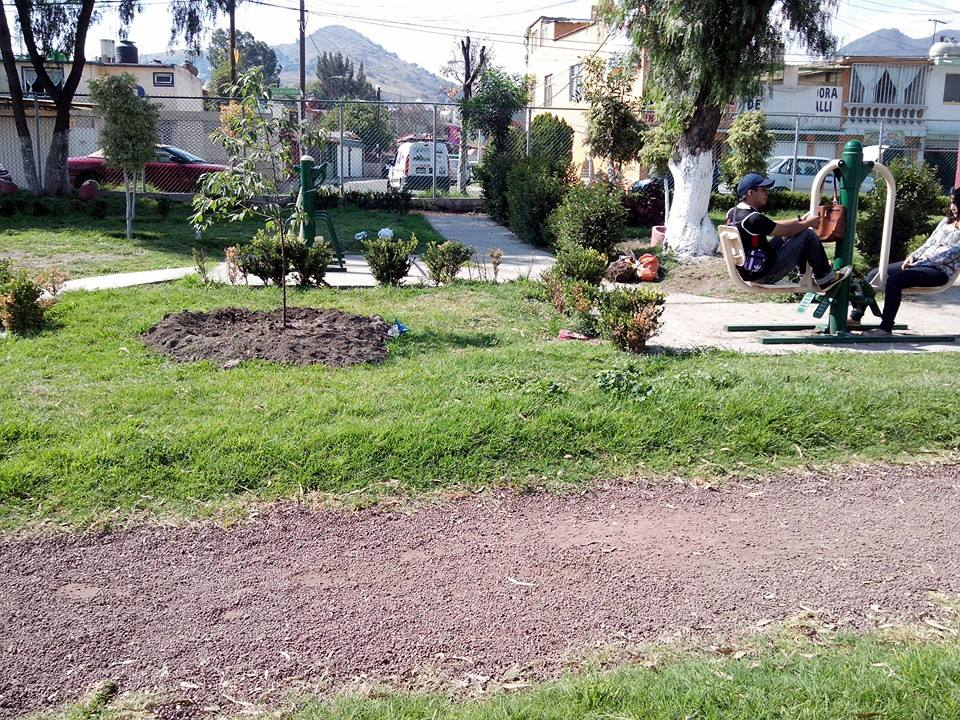
Espacio público creado con ingresos del gobierno para la interacción social.

La tasa social de descuento inicia cuando el gobierno tiene que repartir a diferentes rubros al gasto público, y se analiza cuáles son los proyectos que dejan un mayor beneficio a la sociedad, es por ello que este se basa en un análisis de costo-beneficio de las decisiones sobre la inversión de los recursos públicos, para ello los gobiernos deben de tomar una decisión sobre si invierten o no los recursos públicos en determinados proyectos, cuya finalidad de estos debe de tener un beneficio social, ya sea de infraestructura, sector agrícola o industrial, productivos; o bien puede ser para crear, mejorar y preservar áreas verdes con el objetivo de contribuir a la protección del medio ambiente. 
Conforme a lo anterior la tasa social de descuento es considerado como un punto clave para la política económica y social, ya que estas tienen efectos en las políticas del gasto público y tratando de mejorar la calidad de vida de las personas a través de este tipo de inversiones a proyectos para beneficio público.